# 呂本中
呂 本中（りょ ほんちゅう、1084年 - 1145年）は、宋代中国の学者・詩人。字は居仁。紫微と号し、東萊先生と呼ばれる。呂公著の曾孫。呂希哲の孫。呂好問の子。呂祖謙・呂祖倹兄弟は弟の呂弸中の孫にあたる。

## 経歴
呂好問の子として寿州に生まれる。呂公著の生前の功績の恩沢を受けて承務郎を授けられ洛陽主簿に任じられる。紹聖年間（1094年-1098年）に王安石の新法が復権された「紹述の論」が起こり、旧法派だった呂公著が名誉剥奪されたことに連座した。宣和6年（1124年）に枢密院編修、靖康元年（1126年）に祠部員外郎を命じられた。紹興6年（1136年）に進士を賜り起居舎人に抜擢された。その翌年、高宗が建康へ行幸した際に軍備よりも国政刷新の方が急務である旨を奏上している。紹興8年（1138年）に中書舎人兼侍講と権直学士院に至るが、秦檜に忌まれて罷免され、官職は提挙太平観で終わる。享年62。
劉安世の学統を継ぎ、門下に林之奇・汪応辰・李楠・王時敏・李樗・方疇などがいる。詩人としての名声は経学における功績を上回るほどであり、黄庭堅を模範としている。

## 著作
- 『春秋集解』30巻
- 『紫微雑説』1巻
- 『舎人官箴』32則
- 『西垣童蒙訓』3巻
- 『師友雑志』1巻
- 『東萊詩集』20巻
- 『江西詩社宗派図』
- 『紫微詩話』
- 『師友淵源録』5巻